# Tjalve
Tjalve (även Tjälve eller Tjalfe) är i nordisk mytologi Tors tjänare och följeslagare. Han är bror till Röskva. Gestalten Tjalve förekommer i Snorres Edda och omnämns i Sången om Harbard och i Thórsdrápa. Namnet har ansetts härstamma från ett urnordiskt *þewa-alfaR, som betyder "tjänande alv".

## Beskrivning
Snorres berättelser om Tjalve.
- I "Tors färd till Utgårdaloke" om hur Tjalve knäckte det ena benet på Tors slaktade bock för att komma åt märgen. Vid återupplivandet dagen därpå var bocken halt. Som ersättning måste Tjalve, tillsammans med sin syster[3] Röskva, träda i Tors tjänst.[4]
- I berättelsen om Mökkurkalfe är Tjalve sekundant åt Tor i ett envig med två jättar.
- I Sången om Harbard rättfärdigar Tor sitt dråp på två jättelika trollkärringar med att säga att de snarare var honvargar som jagat Tjalve med stålklubbor.

## Arkeologi
Det finns bevis som talar för att Tjalve kan ha dyrkats av hedningar. På en sländtrissa från England, daterad till tusentalet, har man funnit en tydlig runinskription med texten: oþen.ok.einmtalr.ok.þalfa.þeir.ielba.þeruolflt.ok.kiriuesf. vilket har översatts och transkriberats till: Oden och Heimdall och Tjalva, dem hjälper dig, Úlfljótr. Dock så antyder formen "Þjálfa/Tjalva" att det är en feminin motsvarighet till namnet. Gutasagans Tjelvar, Gotlands legendariske grundare eller den första människan på ön, har ofta satts i samband med Tjalve, och även fornminnen som "Tjelvars grav" och andra platser på Gotland har satts i samband med honom. Det är osäkert hur gamla dessa traditioner är, men liksom i namnet Torsburgen, finns det en tydlig gammal koppling mellan Tjalve-Tjelvar och myterna kring Tor.

## I populärkulturen
Berättelsen om Tjalve och Röskva står för huvudhandlingen i det första av Valhalls albumäventyr.

## Namn
Namnen förekommer sparsamt som förnamn i Sverige. Den 31 december 2007 hade 9 personer namnet Tjalve, en man Tjälve och en man Tjalfe. Tjelvar fanns tidigare med i den svenska namnlängden.